# La Verrerie
La Verrerie es una comuna suiza del cantón de Friburgo, situada en el distrito de Veveyse. Limita al norte con la comuna de Vuisternens-devant-Romont, al este con Sâles, al sureste y sur con Semsales, y al oeste con Saint-Martin y Le Flon.
La comuna fue creada el 1 de enero de 2004 tras la fusión de las antiguas comunas de Le Crêt, Grattavache y Progens.